# 第28独立機械化旅団 (ウクライナ陸軍)
第28独立機械化旅団（だい28どくりつきかいかりょだん、ウクライナ語: 28-ма окрема механізована бригада、略称：28 OMBr）は、ウクライナ陸軍の旅団。南部作戦管区隷下でオデッサ州のチョルノモルスコエに旅団本部を置く。

## 概要

### 第二次世界大戦
1940年9月、第二次世界大戦の影響に伴い、赤軍第180狙撃師団隷下の第21狙撃連隊としてエストニア・ソビエト社会主義共和国で創設された。
1941年7月から独ソ戦に投入され、枢軸国に勝利し、名誉称号「親衛隊」を授与され、第89親衛狙撃連隊に改称された。
1945年9月、ウクライナ・ソビエト社会主義共和国のオデッサ州に移駐した。

### 冷戦
1957年5月、連隊の機械化に伴って第89親衛自動車化狙撃連隊に改編された。

### ウクライナ陸軍

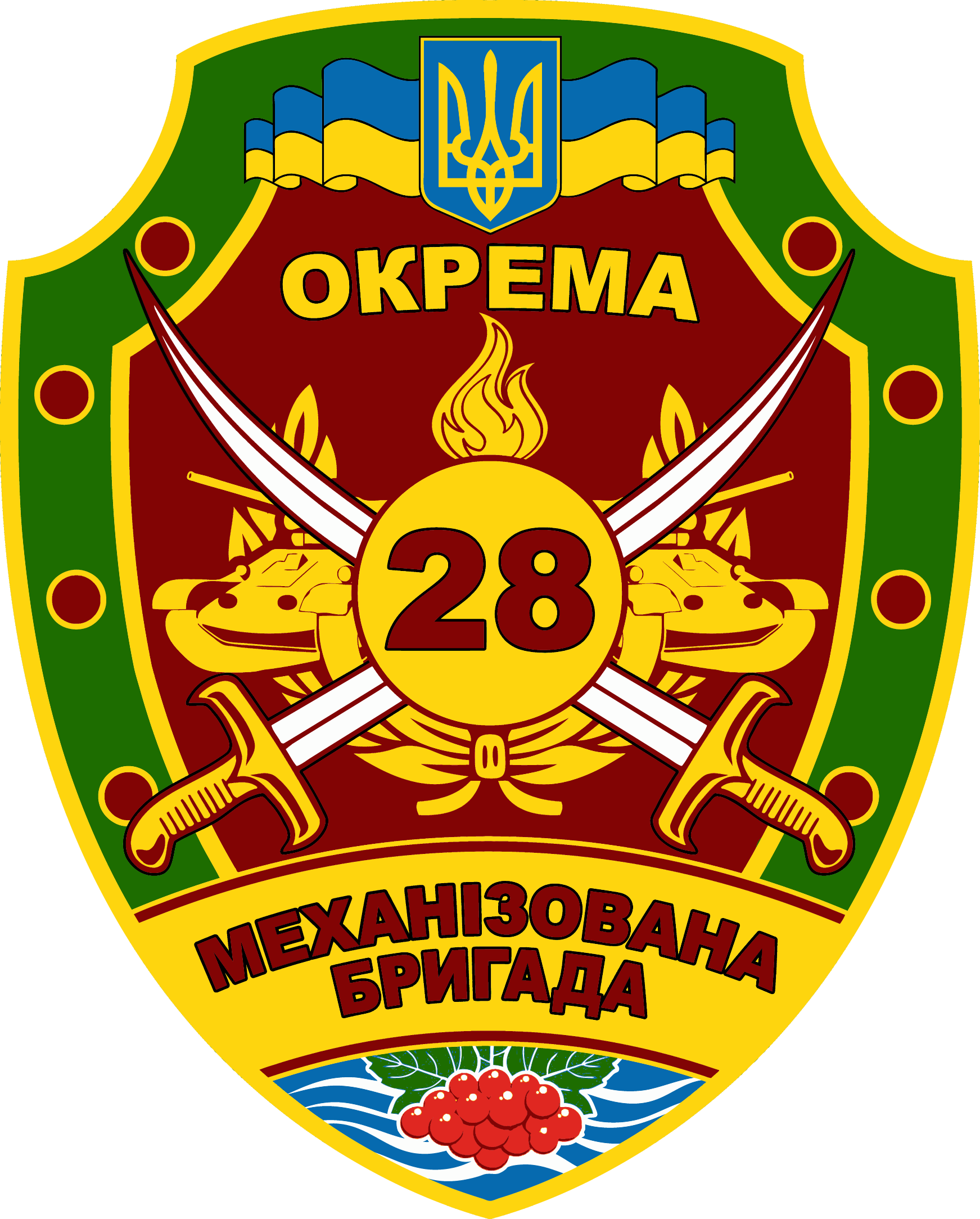
2015年から2019年まで使用された旅団章

1991年12月、ソビエト連邦の崩壊とウクライナ独立で創設されたウクライナ陸軍に編入され、第28親衛機械化師団隷下の第89親衛機械化連隊に改編された。
1998年、部隊増強に伴い、第28独立親衛機械化旅団に改編された。
2001年、第28親衛機械化師団の解隊に伴い、第6軍団隷下に転属した。

### ドンバス戦争
2014年3月、ドンバス戦争では軍縮と訓練中の事故で実戦配備が遅れ、7月に1個大隊戦術群を編成して東部ドネツィク州に配備された。
2014年11月、ウクライナ領土防衛大隊の第18オデッサ領土防衛大隊（第18独立自動車化歩兵大隊に改称）、第21サルマト領土防衛大隊（第21独立自動車化歩兵大隊に改称）が配属された。
2015年2月23日、第21独立自動車化歩兵大隊が新編の第56独立自動車化歩兵旅団隷下に転属した。
2016年8月22日、ペトロ・ポロシェンコ大統領の大統領令で「親衛隊」の名誉称号が返上され、第28独立機械化旅団に改称された。
2018年5月24日、第18独立自動車化歩兵大隊が新編の第35独立海軍歩兵旅団隷下に転属した。
2019年8月22日、ウォロディミル・ゼレンスキー大統領から、名誉称号「冬季戦役の騎士団」を授与された。

### ロシアのウクライナ侵攻

#### 南部・ムィコラーイウ戦線
2022年2月24日、ロシアのウクライナ侵攻では、南部オデッサ州の州都オデッサに配備された。直前までドンバス戦争で東部ドネツィク州の前線に配備されていたため、十分な休暇は与えられなかったが、ロシア連邦軍の黒海からの上陸をコブレヴェで撃退した。
3月、第5予備役大隊が新編された。
3月、南部ムィコラーイウ州のムィコラーイウ地区に再配置され、4月にロシア連邦軍を撃退した。7月にロシア連邦軍のミサイル攻撃で野戦司令部が破壊され、ヴィタリー・グリャエフ旅団長が戦死したが、8月にユーリー・マディヤル大佐が新旅団長に就任した。
5月6日、ウォロディミル・ゼレンスキー大統領から、勇気と勇敢さに対する栄誉賞が授与された。

#### 南部・ヘルソン戦線
2022年8月、南部ヘルソン州のヘルソン地区に再配置されて攻勢を開始し、11月中旬にヘルソンを解放してロシア連邦軍をドニエプル川西岸から撤退させた。

#### 東部・バフムート戦線
2022年12月、激戦地の東部ドネツィク州のバフムート地区に再配置され、バフムート南に展開した。

## ギャラリー

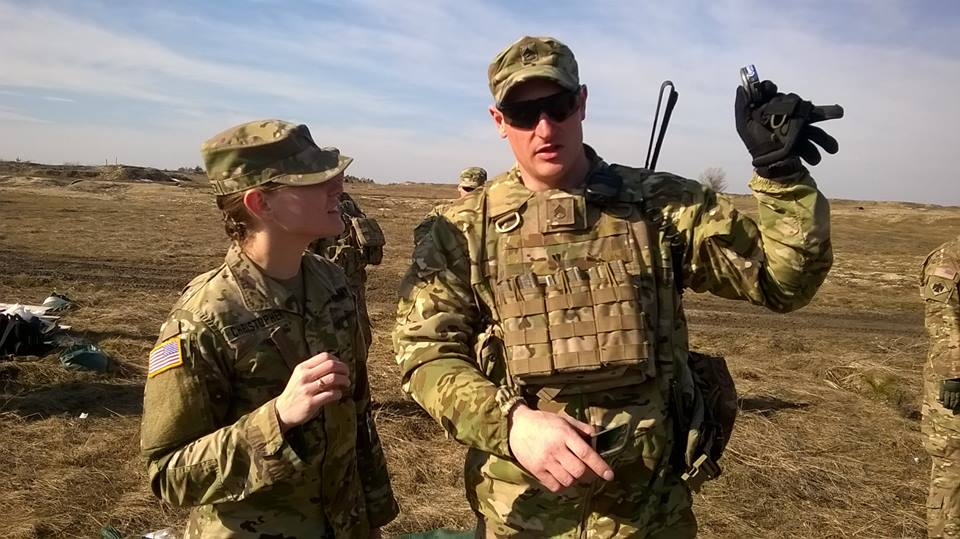
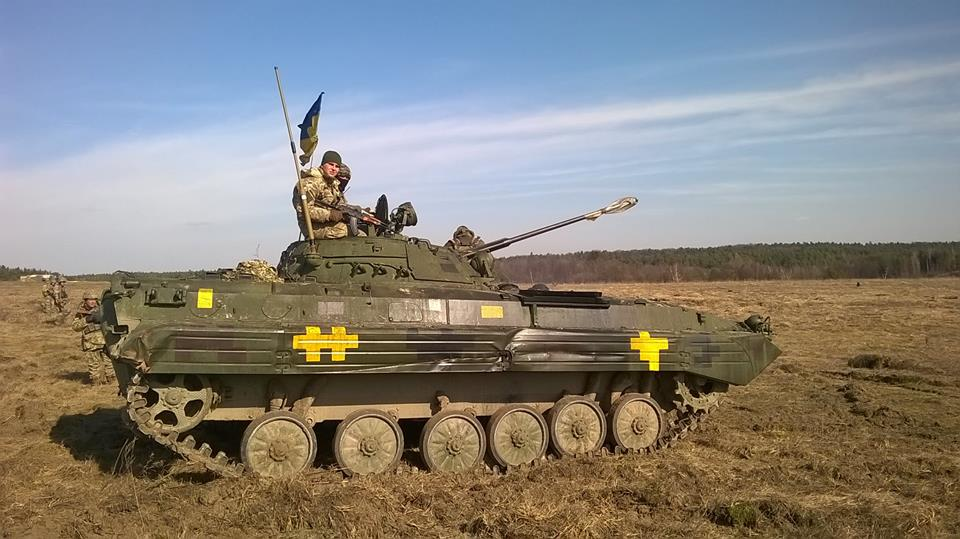
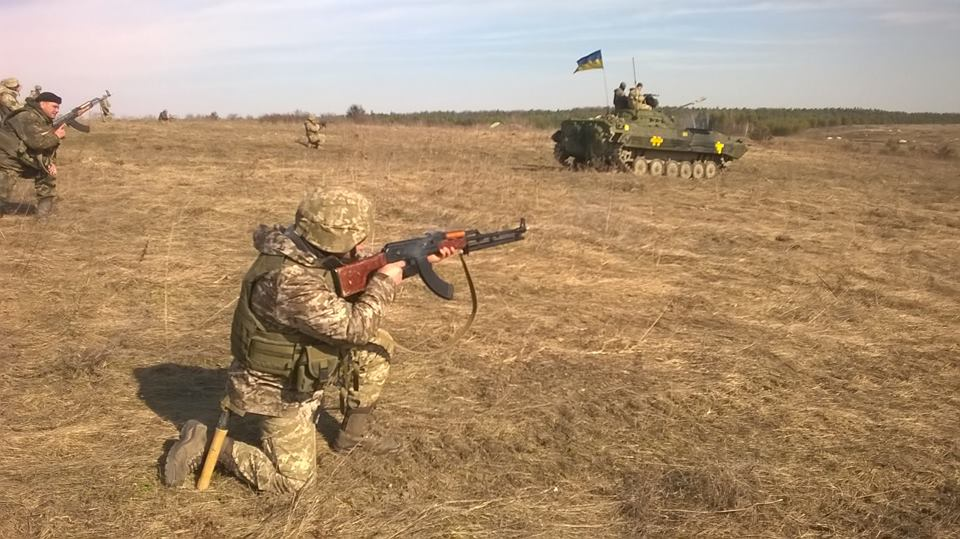
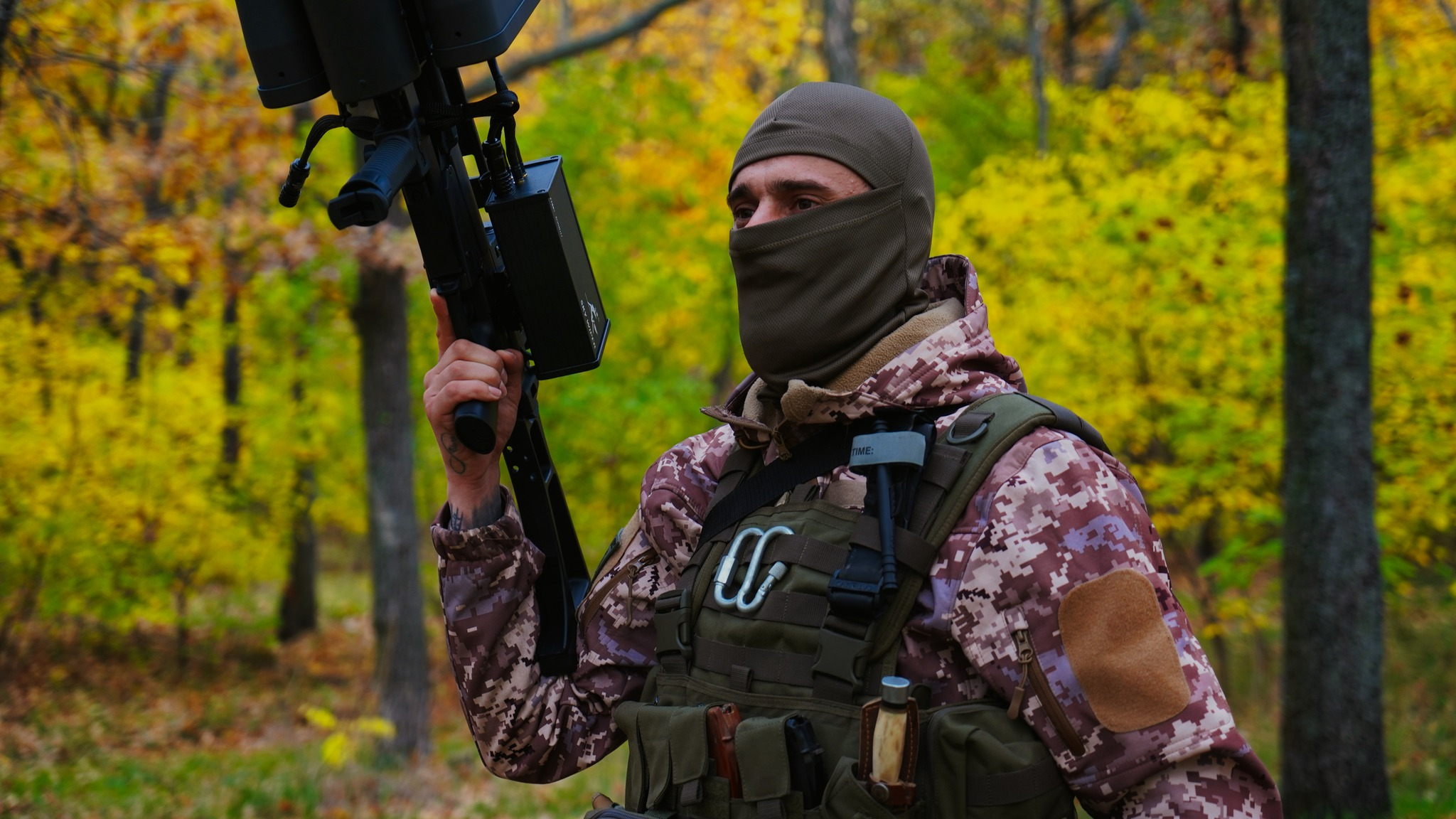
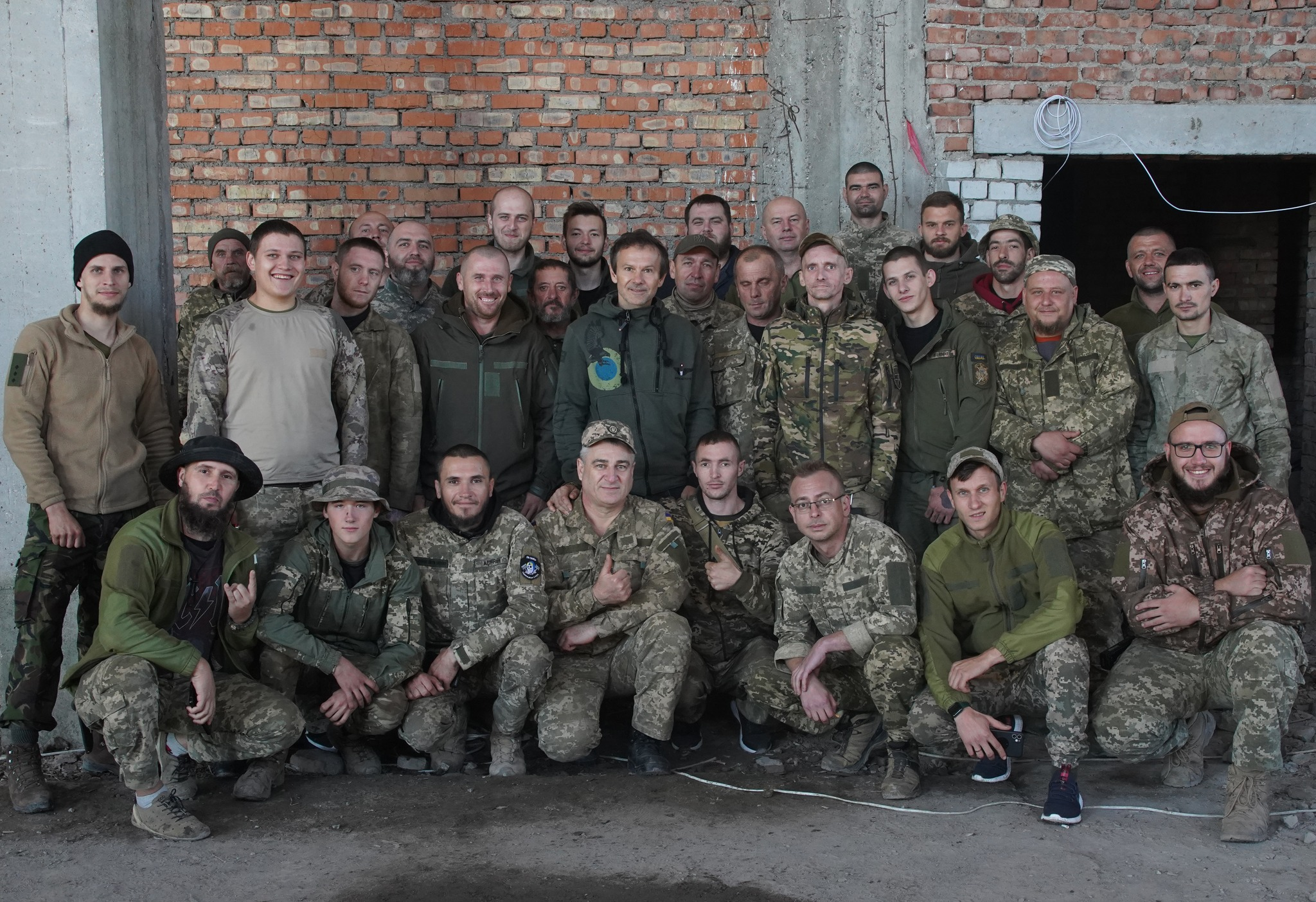
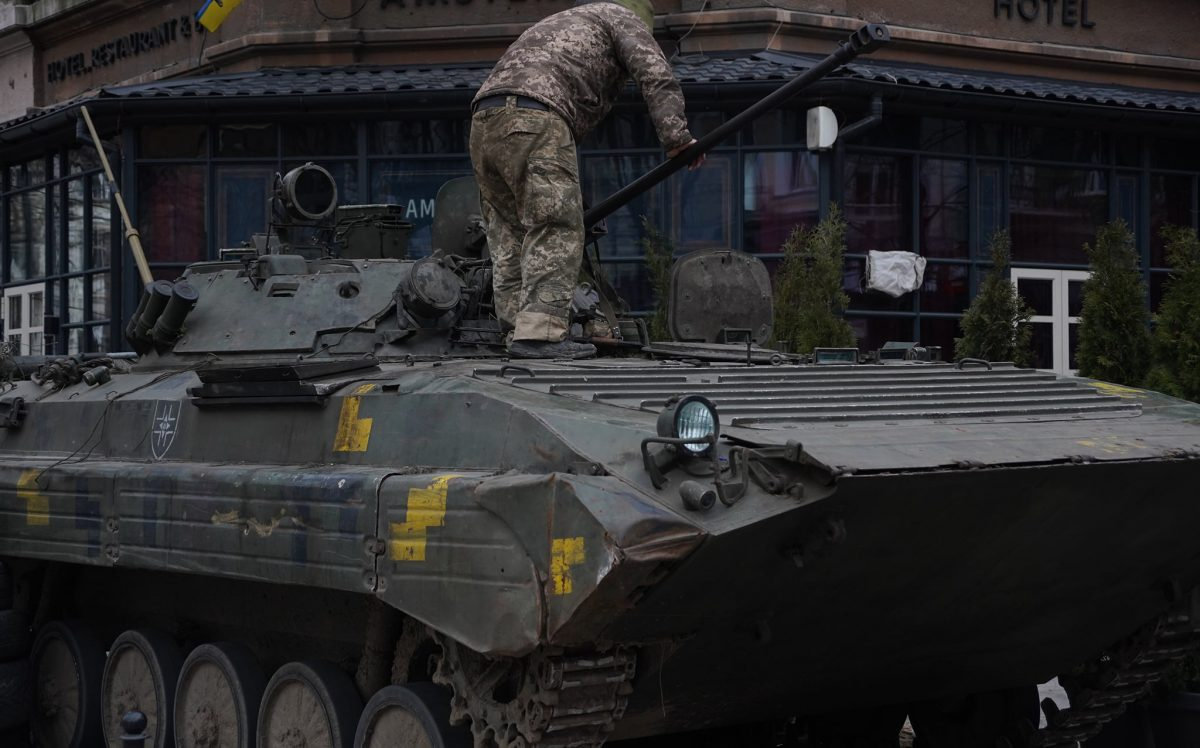

## 編制
2024年時点での編制は以下のとおりである。
- 旅団本部（オデッサ州チョルノモルスコエ（英語版））
- 第1機械化大隊
- 第2機械化大隊
- 第3機械化大隊
- 第5予備役大隊
- 第67小銃大隊
- ウクライナ義勇軍南部分遣隊
- 戦車大隊 - T-64BV（ウクライナ語版）
- 砲兵大隊
- 防空大隊

- 工兵大隊
- 整備大隊
- 兵站大隊
- 偵察中隊
- 通信中隊
- レーダー中隊
- CBRN防護中隊
- 衛生中隊
- 工兵支援群

## 2017年の編制
- 旅団司令部（チョルノモルスコエ）
- 第1機械化大隊
- 第2機械化大隊
- 第3機械化大隊
- 戦車大隊
- 第18独立自動車化歩兵大隊（サラタ）
- 旅団砲兵群
  - 本部中隊
  - 第1自走砲大隊
  - 第2自走砲大隊
  - ロケット砲大隊
  - 対戦車砲大隊
- 防空大隊

- 工兵大隊
- 整備大隊
- 兵站大隊
- 偵察中隊
- 狙撃中隊
- 電子戦中隊
- 通信中隊
- レーダー中隊
- NBC防護中隊
- 衛生中隊

## 主要装備
旅団の主要装備は以下のとおりである。
- T-64BV（ウクライナ語版）
- 2S1
- 2S3
- M109A4
- BM-21
- 9K35
- BMP-1
- BMP-2
- MT-LB
- BTR-80
- ノヴァトール（ウクライナ語版）

## 出身者
- セルヒイ・ナエフ